# Margaret Walker (lekkoatletka)
Margaret Walker, po mężu Prince (ur. 2 stycznia 1925 w Spilsby, zm. 10 maja 2016 w Saxmundham) –  brytyjska lekkoatletka, sprinterka, olimpijka z 1948.
Zajęła 4. miejsce w sztafecie 4 × 100 metrów (w składzie: Dorothy Manley, Muriel Pletts, Walker i Maureen Gardner) oraz 5. miejsce w biegu na 200 metrów na igrzyskach olimpijskich w 1948 w Londynie.
Jako reprezentantka Anglii zdobyła srebrny medal w sztafecie 220-110-220-110 jardów (która biegła w składzie: Doris Batter, Dorothy Hall, Walker i Sylvia Cheeseman) oraz brązowy medal w sztafecie 110-220-110 jardów (składzie: Hall, Walker i Cheeseman), a także odpadła w eliminacjach biegów na 100 jardów i na 220 jardów na igrzyskach Imperium Brytyjskiego w 1950 w Auckland.
Była mistrzynią Wielkiej Brytanii (AAA) w biegu na 440 jardów w 1946 oraz wicemistrzynią na tym dystansie w 1949, a także wicemistrzynią w biegu na 60 metrów w 1947 oraz wicemistrzynią w biegu na 200 metrów i brązowa medalistką w tej konkurencji w 1947 i 1949.
Rekordy życiowe Walker:
- bieg na 100 jardów – 11,3 s (27 lipca 1947, Birmingham)
- bieg na 100 metrów – 12,8 s (12 lipca 1947, Londyn)
- bieg na 200 metrów – 25,3 s (5 sierpnia 1948, Londyn)
- bieg na 220 jardów – 25,3 s (10 września 1949, Southampton)